# Let You Love Me
Let You Love Me è un singolo della cantante britannica Rita Ora, pubblicato il 21 settembre 2018 come quarto estratto dal secondo album in studio Phoenix.
Il brano è stato scritto dalla stessa Rita Ora in collaborazione con Linus Wiklund, Noonie Bao, Ilsey Juber, Fred Gibson e Finn Keane, e prodotto da questi ultimi due.

## Formazione
- Rita Ora – voce, testi e musiche
- Fred Gibson – produzione, coro, percussioni, chitarra, tastiera, programmazione, testi e musiche
- Finn Keane – produzione, coro, percussioni, tastiera, programmazione, testi e musiche
- Linus Wiklund – testi e musiche
- Noonie Bao – testi e musiche
- Ilsey Juber – testi e musiche
- Daniel Zaidenstadt – assistenza tecnica
- Mark "Spike" Stent – missaggio
- Michael Freeman – assistenza al missaggio
- Alex Gordon – mastering

## Classifiche

### Classifiche settimanali
| Classifica (2018) | Posizione massima |
| ----------------- | ----------------- |
| Australia         | 8                 |
| Austria           | 16                |
| Belgio (Fiandre)  | 8                 |
| Belgio (Vallonia) | 30                |
| Bulgaria          | 4                 |
| Canada            | 80                |
| Croazia           | 1                 |
| Danimarca         | 33                |
| Estonia           | 7                 |
| Finlandia         | 16                |
| Francia           | 104               |
| Germania          | 12                |
| Grecia            | 13                |
| Irlanda           | 4                 |
| Islanda           | 12                |
| Italia            | 47                |
| Libano            | 4                 |
| Lituania          | 5                 |
| Lussemburgo       | 3                 |
| Norvegia          | 17                |
| Nuova Zelanda     | 19                |
| Paesi Bassi       | 14                |
| Polonia           | 1                 |
| Portogallo        | 34                |
| Regno Unito       | 4                 |
| Repubblica Ceca   | 16                |
| Romania           | 5                 |
| Russia            | 6                 |
| Singapore         | 20                |
| Slovacchia        | 11                |
| Slovenia          | 2                 |
| Svezia            | 17                |
| Svizzera          | 11                |
| Ucraina           | 1                 |
| Ungheria          | 13                |

### Classifiche di fine anno
| Classifica (2018) | Posizione |
| ----------------- | --------- |
| Regno Unito       | 88        |
| Russia            | 115       |
| Classifica (2019) | Posizione |
| Australia         | 96        |
| Belgio (Fiandre)  | 60        |
| Islanda           | 65        |
| Polonia           | 95        |
| Regno Unito       | 96        |
| Russia            | 31        |
| Slovenia          | 19        |
| Svizzera          | 89        |
| Ucraina           | 1         |
| Classifica (2020) | Posizione |
| Ucraina           | 78        |